# Nissan Pivo

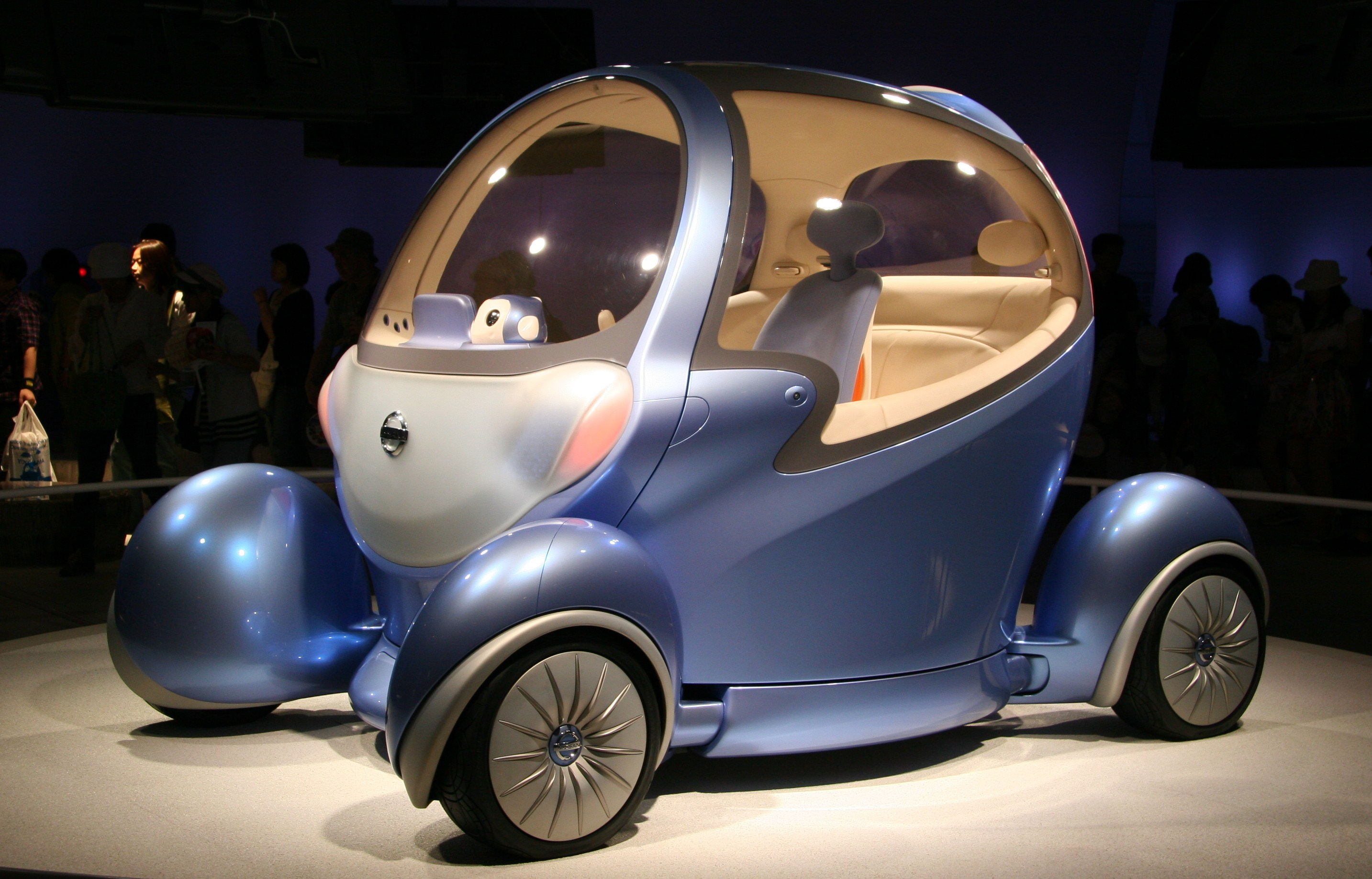
Nissan Pivo 2

El Nissan Pivo es un prototipo de automóvil desarrollado por la fábrica automotriz japonesa nissan y presentado en Salón del Automóvil de Tokio del año 2005.
La carrocería puede girar 360 grados sobre sí misma y tiene tres plazas. La capacidad de que la carrocería gire sobre sí misma facilita la entrada y salida a los estacionamientos. 
El motor funciona con Baterías de ion de litio. El nombre "Pivo" remite a la acción de pivotear. El artista plástico Takashi Murakami decoró el stand del Nissan Pivo con una mascota que él creó llamada "Pivo-chan". El Artista Takashi Murakami participó en el diseño del vehículo.